# 鉄力駅
鉄力駅（てつりょくえき）とは、中華人民共和国黒竜江省伊春市鉄力市に位置する綏佳線の駅。

## 歴史
- 1941年　開業。

## 隣の駅
中華人民共和国鉄道部
綏佳線
王楊駅 - 鉄力駅 - 桃山駅
座標: 北緯46度58分19秒 東経128度02分48秒 / 北緯46.9719度 東経128.0467度